# Nada 84
Albums de Bérurier Noir
Macadam Massacre Concerto pour détraqués
Nada 84 est un 45 tours de quatre titres (un sur la face A et trois sur la face B) de Bérurier Noir. Il est sorti en juin 1984 sur Rock Radicals Records.

## Contenu
La face A est composée du titre Nada 84. Il s’agit d’une autre version de la chanson Nada. Pour ce titre, le groupe a enregistré les cris d’un singe qui ont ensuite été rajoutés à la bande sonore. La pochette de Nada 84 est d’ailleurs une photo de ce singe (nommé Bloody) qui avait servi pour les enregistrements du titre. C’est ce même singe que l’on retrouvera sur la pochette de Même pas mort en 2003.
La face B est quant à elle constituée de trois chansons enregistrées en concert : Les Béruriers sont les rois, Les Bûcherons et Lobotomie. Ces trois morceaux ont la particularité d’avoir été joués non pas avec une boîte à rythme comme d’ordinaire mais avec une batterie. Ils ont en effet été enregistrés lors d’un concert organisé le 7 avril 1984 alors que le groupe venait de se faire voler la boîte à rythme. Raoul Gaboni, le batteur de Lucrate Milk, était alors venu d’urgence pour remplacer à la batterie la boîte à rythme manquante.
Le titre Nada 84 a par la suite été compilé sur la version CD de Concerto pour détraqués tandis que les trois autres pistes ont-elles été réunis plus tard sur l’album La Bataille de Pali-Kao (1998).

## Liste des titres
1. Nada 84
2. Les Béruriers sont les rois
3. Les Bûcherons
4. Lobotomie